# قرن (حجة)

تعديل مصدري - تعديل

قرن هي إحدى قرى عزلة المعمري بمديرية حجة التابعة لمحافظة حجة، بلغ تعداد سكانها 231 نسمة حسب تعداد اليمن لعام 2004.